# Solución débil
En matemáticas, una solución débil (también llamada solución generalizada) de una ecuación diferencial ordinaria o en derivadas parciales es una función en la cual las derivadas que aparecen en la ecuación pueden no todas existir aunque se considera que satisfacen la ecuación en algún sentido definido con precisión.  Hay muchas definiciones diferentes de la solución débil, apropiadas para diferentes clases de ecuaciones. Una de las más importantes están basadas sobre la noción de distribuciones. 
Evitando el lenguaje de las distribuciones, comenzando con una ecuación diferencial y reescribirla de forma tal que no se muestren en la ecuación las derivadas de la solución (esta nueva forma se denomina formulación débil, y sus soluciones se denominan soluciones débiles). Sorprendentemente, una ecuación diferencial puede tener soluciones que no son diferenciables; y la formulación débil permite encontrar tales soluciones. 
Las soluciones débiles son importantes porque existe una gran cantidad de ecuaciones diferenciales en el modelado de fenómenos del mundo real que no admiten soluciones suficientemente suaves y entonces la única manera de resolver tales ecuaciones es usar la formulación débil. 
Incluso en situaciones donde una ecuación no tiene soluciones diferenciables, es conveniente primero probar la existencia de las soluciones débiles y solo después mostrar que aquellas soluciones son en efecto suficientemente suaves.

## Ejemplo
Consideremos la ecuación de onda de primer orden:
{\displaystyle {\frac {\partial u}{\partial t}}+{\frac {\partial u}{\partial x}}=0\quad \quad (1)}
donde u = u(t, x) es una función de dos variables reales. Asumiendo que u es continuamente diferenciable sobre el  espacio euclídeo R2, multiplicando esta ecuación (1) por una función suave φ de soporte compacto, e integrando. se obtiene:
{\displaystyle \int _{-\infty }^{\infty }\int _{-\infty }^{\infty }{\frac {\partial u}{\partial t}}(t,x)\varphi (t,x)\,\mathrm {d} t\mathrm {d} x+\int _{-\infty }^{\infty }\int _{-\infty }^{\infty }{\frac {\partial u}{\partial x}}(t,x)\varphi (t,x)\,\mathrm {d} t\mathrm {d} x=0.}
Usando el teorema de Fubini el cual permite intercambiar el orden de integración, e integrando por partes (en t para el primer término y en x para el segundo término) esta ecuación se vuelve
{\displaystyle -\int _{-\infty }^{\infty }\int _{-\infty }^{\infty }u(t,x){\frac {\partial \varphi }{\partial t}}(t,x)\,\mathrm {d} t\mathrm {d} x-\int _{-\infty }^{\infty }\int _{-\infty }^{\infty }u(t,x){\frac {\partial \varphi }{\partial x}}(t,x)\,\mathrm {d} t\mathrm {d} x=0.\quad \quad (2)}
(Nótese que mientras las integrales van de −∞ a ∞, las integrales están esencialmente en un marco finito, ya que φ tiene un soporte compacto. Es esta observación la que también permite la integración por partes sin las introducción de términos con límites.)
Se muestra así que la ecuación (1) implica la ecuación (2) siempre que u sea continuamente diferenciable. La clave del concepto de solución débil es que existen funciones u que satisfacen la ecuación (2) para cualquier φ, y tal u puede ser no diferenciable y así, no satisfacer la ecuación (1). Un ejemplo simple de tal función es u(t, x) = |t − x| para todo t y x. (Este u definido de esta forma satisface la ecuación (2) que es fácil de comprobar, al integrar separadamente sobre las regiones arriba y abajo de la recta x = t y usando la integración por partes.) Una solución u de la ecuación (2) es una solución débil de la ecuación (1).